# Cavalier King Charles spaniel
El Cavalier King Charles spaniel és una raça de gos petit, de temperament actiu i alegre. La seva principal funció és la de mascota de companyia. Aquest gos és noble i amistós amb totes les persones. Una excel·lent selecció com a gos de companyia que no requereix ser guardià. És molt fàcil d'ensinistrar. Apareix en pintures del segle xvi.

## Història

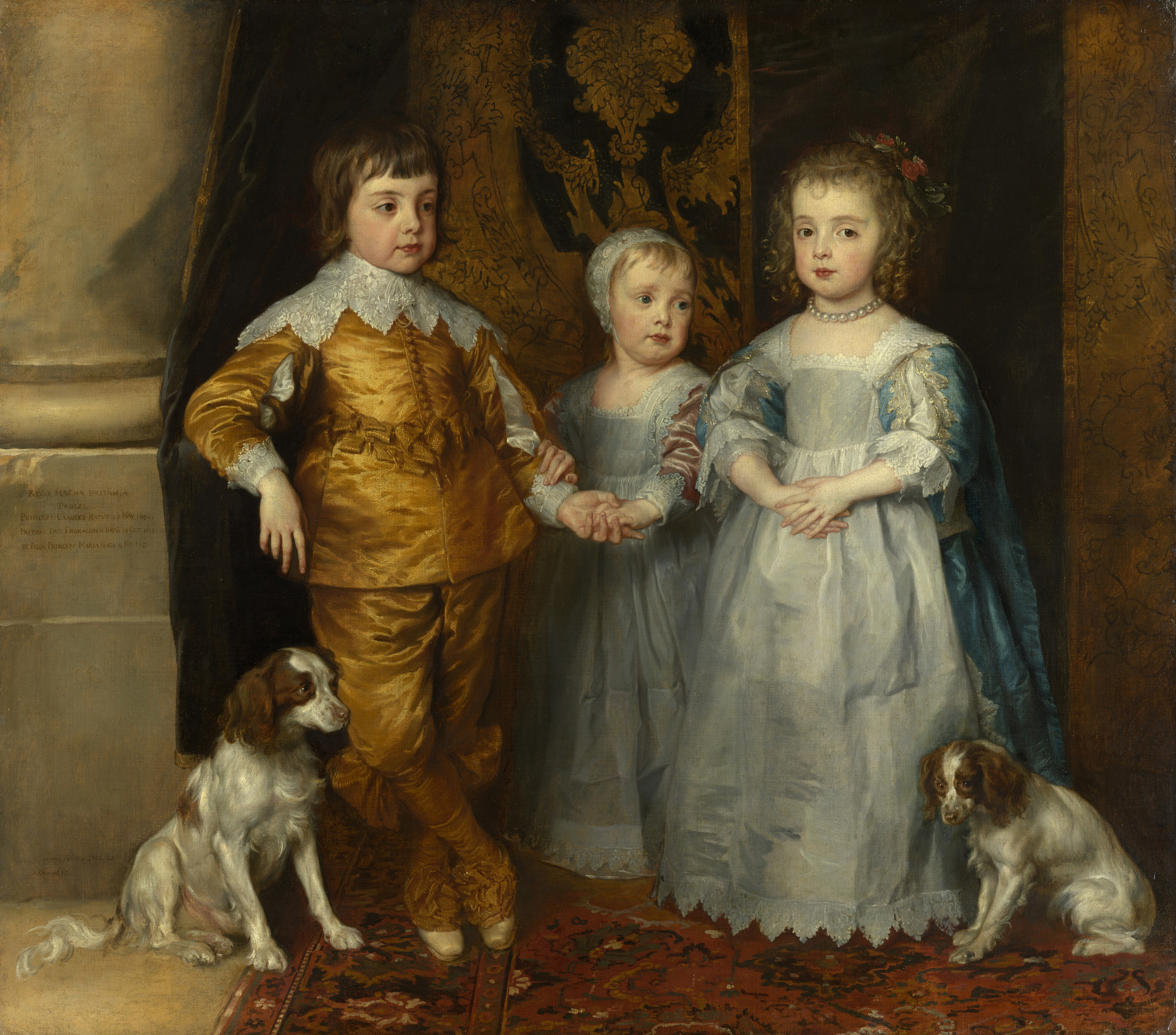
El jove rei Carles II d'Anglaterra amb el seu germà, el futur Jacob II d'Anglaterra (vestit com una nena, com de costum), la seva germana Maria i el seu "King Charles Spaniel".

Durant el segle xvi, un petit tipus de gos d'aigua era molt popular entre la noblesa a Anglaterra. La gent de l'època creien que els gossos podien mantenir allunyades a les puces, i fins i tot alguns van creure que podien prevenir les formes de malalties de l'estómac. Aquests gossos van ser anomenats a vegades el "gos d'aigües suau" o "Consolador", quan les senyores anaven amb carro de viatge tenien un gos d'aigües en les seves faldes per mantenir la calor durant l'hivern. Carles I va mantenir un spaniel mentre residia al castell de Carisbrooke, però, és amb Carles II que aquesta raça està estretament relacionada i es va dir d'ell que "La seva Majestat va ser vist poques vegades sense els seus gossos petits". Hi ha un mite que fins i tot va publicar un decret que amb spaniels d'aquest tipus no es podia negar l'entrada als llocs públics.
Durant el regnat de Guillem III i la reina Maria II, l'estil de nas llarg del gos d'aigua va passar de moda. El Pug era el gos afavorit en el moment en els Països Baixos, i amb l'origen holandès de Guillem, es va fer popular a Anglaterra. En aquest encreuament de temps pot haver passat amb el Pug, o altres races de nas pla, com el rei Carles va prendre algunes característiques com les del Pug, però en tot cas, va sorgir el modern King Charles Spaniel. El 1852 William Youatt va criticar el canvi en la raça:
"La raça del rei Carles en l'actualitat és materialment alterada per mal. El musell és gairebé tan curt, i el front tan lleig i prominent, com el bulldog. L'ull és major al doble de la seva mida original, i té una expressió de l'estupidesa amb què el caràcter del gos també es correspon amb exactitud." 
Durant la primera part del segle xviii, John Churchill, 1r Duc de Marlborough, va mantenir un tipus vermell i blanc de King Charles spaniel de caça. Va ser anomenat Blenheim, en honor de la seva victòria en la batalla de Blenheim. A causa d'aquesta influència, la varietat vermella i blanca del King Charles Spaniel i, per tant, el Cavalier King Charles Spaniel, es coneixia com el Blenheim.
Es van fer intents per recrear l'original King Charles Spaniel tan aviat com la tornada del segle xx, amb l'ara extint Toy Spaniels Trawler. Aquests intents van ser documentats per Judith Blunt-Lytton, baronessa Wentworth, en els "Gossos i els seus ancestres incloent la història i de gestió de Toy Spaniel, Pequín, Japó i Pomeranians", llibre publicat sota el nom de l'Honorable. La senyora Neville Lytton el 1911.

## Manteniment

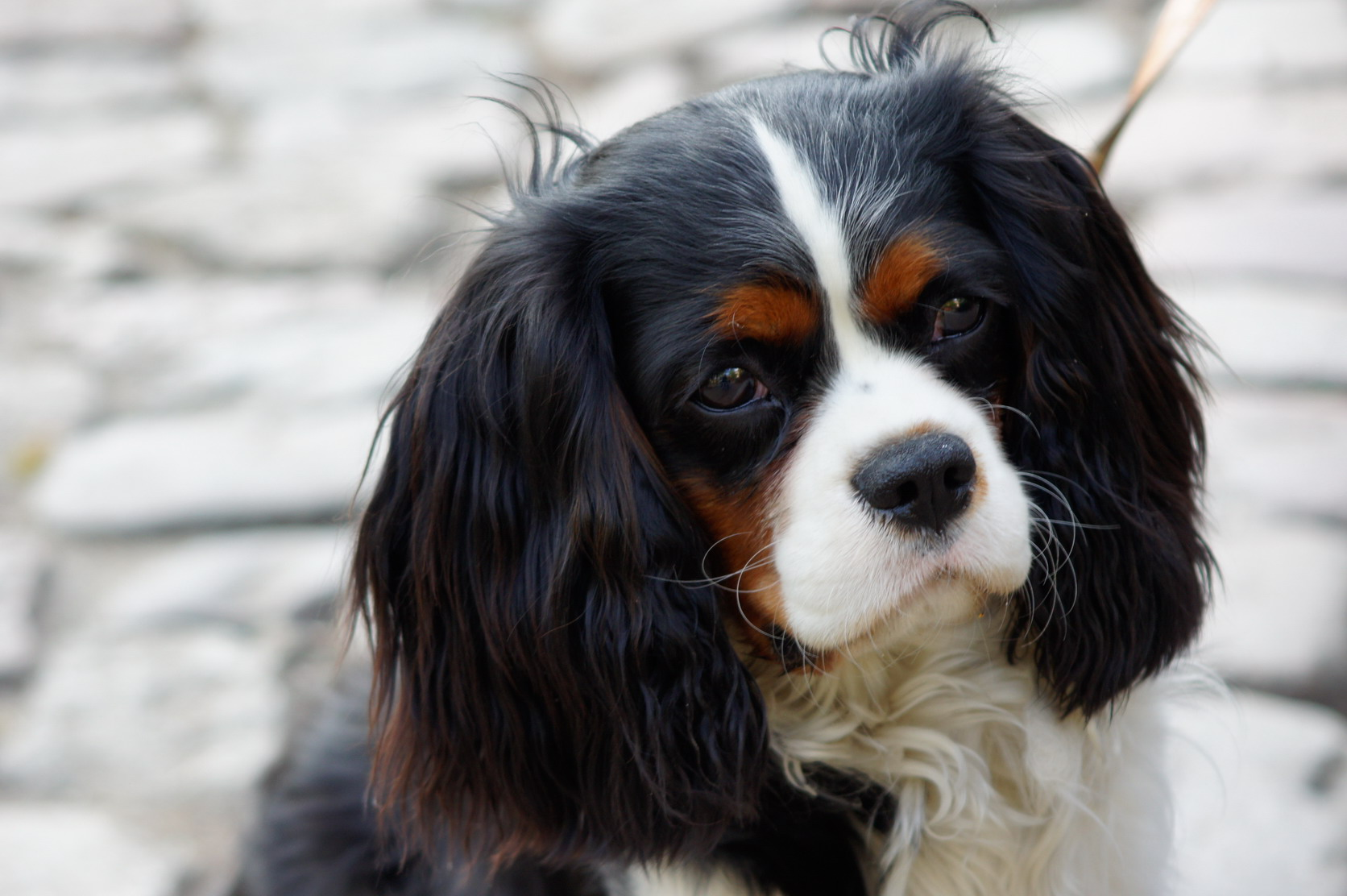
Cavalier king charles spaniel.

És un gos petit ideal per un pis. També és ideal per estar amb els nens, és un gos que mostra caràcter positiu i afectuós amb les persones. Ha de ser raspallat amb freqüència. És propens a tenir malalties del cor i són delicats en els ulls i un alt nombre d'exemplars solen presentar una condició genètica anomenada siringomielia, la qual origina que el cervell creixi en major proporció que el crani del gos, és a dir el cervell queda atapeït dins del crani, el que causa un gran dany neuronal provocant forts dolors per a l'animal i tremolors incontrolables. La qual cosa s'evita si els pares no tenien aquests problemes.

## Descripció

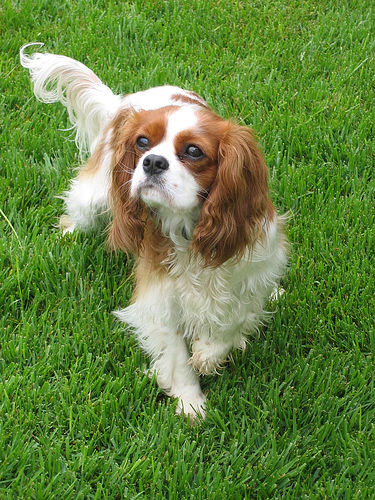
Cavalier King Charles spaniel.

Les mesures varien entre les diferents federacions canines del món. Presentem xifres relatives que donen una idea de la grandària i aparença de la raça.
- Ulls: Grans, rodons, ben separats de la cara. De color castany fosc.
- Orelles: Col·locades altes al cap, ben separades. Llargues amb pèl de mida moderada i molts serrells (ploma).
- Stop: Moderat.
- Morro i mossegada: Lleugerament retallat. Llarg de la base de l'stop a la punta del nas, ha de ser d'uns 3,8 cm. Es prefereix la mossegada de tisora.
- Mantell: Pèl suau, sedós, de llarg moderat. Pot ser lleugerament profund. No se li ha de tallar.
- Color del pèl: Els colors d'aquesta raça són bàsicament quatre: Blenheim, tricolor, rubí, negre i castany.
  - El Blenheim és de base blanca perlada amb marques castanyes ben definides. Les orelles són del color castany.
  - El tricolor és de base blanca perlada amb marques negres ben definides. Les orelles són negres. Sobre els ulls, en les galtes, dins de les orelles i en la part inferior de la cua és de color castany.
  - Es diu rubí al color castany vermellós sòlid. Es considera una falta si té marques blanques.
  - El negre i castany és de base negra amb marques castanyes sobre els ulls, a les galtes, endins de les orelles, al pit, a les potes i en la part inferior de la cua. Es considera una falta si té marques blanques.
- Cua: Llarga de pèl moderat amb molt serrell (ploma ben definida). La manté enrere del cos, rares vegades més alta que l'esquena. Sempre l'està movent quan està en acció.
- Alçada: A la creu o a les espatlles: L'alçada és de 30 a 33 cm.
- Pes: El pes és de 6 a 8 kg.
- Longevitat: viu d'11 a 12 anys. Es documenten casos que han aconseguit arribar als 16 anys.

## Federacions canines
Relació de federacions canines que reconeixen aquesta raça.
El Cavalier King Charles Spaniel usualment l'assignen als gossos de companyia.
- American Kennel Club: AKC (Estats Units).
- United Kennel Club: UKC (Estats Units). Reconegut el 1980.
- The Kennel Club: KC (Gran Bretanya).
- Canadian Kennel Club: CKC (Canadà).
- Federation Cynologique Internationale: FCI (Bèlgica, amb federacions afiliades a pràcticament tot el món).